# Улица Архитектора Вербицкого
Улица Архитектора Вербицкого — улица в Дарницком районе города Киева, местность Харьковский массив. Пролегает от Харьковского шоссе до Тростянецкой улицы.
Присоединяются улицы Горловская, Владимира Рыбака и Братства тарасовцев.

## История
Улица возникла в 1980-х годах под названием Нова и фактически пролегла по трассе ликвидированной улицы Чебышова. Современное название в честь украинского архитектора Александра Вербицкого — с 1983. Отрезок между Харьковским шоссе и универсамом (место прежнего пересечения с Каменской улицей) до 1984 года был частью Грузинской улицы. Нынешнюю длину улица Архитектора Вербицкого приобрела в 1986 году.